# Fiat Qubo
Il Fiat Qubo è un multispazio compatto prodotto dalla casa automobilistica italiana Fiat a partire dall'estate 2008 e commercializzato in Europa dall'autunno dello stesso anno. Da gennaio 2020 il Qubo esce dal listino, mentre resta in produzione il veicolo dal quale è derivato, il Fiat Fiorino.

## Il contesto
Presentato al Salone dell'auto di Parigi del 2008, come Fiorino Qubo, la Fiat lo ha messo in vendita in Italia con il più semplice nome Qubo per non sottolineare troppo le origini commerciali della vettura. Il Qubo è infatti una diretta derivazione del Fiat Fiorino, veicolo commerciale leggero la cui terza serie è basata sul nuovo pianale modulare Small di Fiat Group Automobiles.
Questo veicolo, seppur di stretta parentela con il Fiorino, viene proposto come veicolo a sé stante, non facente parte della famiglia Fiorino di Fiat Professional, per questo è commercializzato come veicolo della Fiat Automobiles.

### Dotazioni e dati tecnici
Il veicolo utilizza la piattaforma del Fiorino (e quindi quella della Fiat Grande Punto: la Small), le differenze riguardano i paraurti anteriori specifici (complessivamente il veicolo misura 10 cm in più del Fiorino) e il portellone posteriore non sdoppiato e incernierato in alto, con una vetratura molto più estesa (anche se è disponibile a richiesta il portellone sdoppiato del Fiorino).
Il bagagliaio misura un volume minimo di 330 litri (250 in versione Natural Power), massimo (con i sedili ribaltati) di 2500 litri. Tra i principali optional figurano il sistema Windows Blue&Me e Blue&Me TomTom e il cambio robotizzato Dualogic, entrambi abbinabili al motore 1.3 Multijet (non più disponibile dal 2015).
Con il Model Year 2011 la gamma è arricchita da nuovi colori, nuovi tessuti e finiture nero lucido per l'interno; il motore diesel è il nuovo M-Jet II da 95 cavalli e filtro antiparticolato di serie.
La gamma è ora tutta Euro 5. Nel 2015 la gamma è stata ulteriormente aggiornata con la conversione ad euro 6 delle versioni benzina e metano (il 1.4L FIRE).

### Profilo estetico
La vettura ha una ricerca estetica molto distintiva che con piccoli particolari è molto differenziata dal veicolo da cui deriva. Il paraurti anteriore è più prominente, ha un disegno diverso ed è in tinta carrozzeria: questa modifica crea due evidenti livelli di diversa altezza nel corpo vettura divisi in modo netto. Questa soluzione non è nuova in casa Fiat, era già stata adottata sulla Multipla (prima del restyling).
Il profilo risulta immutato, caratterizzato da passaruota molto marcati uniti lungo tutta la fiancata, creando una fascia bombata che dà un senso di coerenza con il paraurti anteriore.
I finestrini posteriori hanno un profilo che va ad assottigliarsi verso la coda, alleggerendo la fiancata, il sistema di apertura è a compasso, mentre i finestrini anteriori sono discendenti con comandi elettrici.
I montanti posteriori sono nascosti, le porte posteriori sono entrambe scorrevoli, quelle anteriori invece sono incernierate anteriormente.
Il posteriore è fortemente caratterizzato dal logo della casa automobilistica, inglobato in un elemento circolare color nero lucido al centro di una fascia orizzontale in tinta carrozzeria che attraversa il portellone.

### Restyling ed evoluzione
Dopo un primo aggiornamento, risalente al 2014, che includeva un nuovo frontale con un baffo cromato simile a quello adottato da 500 e Punto Evo, nuovi cerchi e nuovi colori e rivestimenti interni, aggiornamento riservato però alla sola Turchia, nel 2016 viene presentato un secondo aggiornamento, più marcato e visibile, stavolta destinato a tutti i mercati ove il veicolo è commercializzato.
Anteriormente cambiano la forma della calandra e del paraurti, che ricordano ora i nuovi Ducato e Doblò. La calandra ora è più sviluppata in larghezza e meno in altezza, adottando una forma vagamente esagonale e, a differenza del Fiorino, è disponibile solo nera opaca. Nuovi sono anche i paraurti, di forma più moderna e dotati di una nuova presa d'aria, sui modelli Trekking dotata di skid bar protettive, e gli alloggiamenti dei fendinebbia di forma inedita. Lateralmente cambiano i cerchi (in acciaio con copricerchi o in lega leggera, con diametro di 15 pollici o 16 pollici, questi ultimi disponibili solo ed esclusivamente per il Qubo) mentre è nuovo, oltre al paraurti posteriore, anche il portellone, che adesso adotta una nuova forma nella versione divisibile in un solo pezzo: il portellone a doppia apertura rimane invece esteticamente invariato. Invariate rimangono le dimensioni esterne. Debuttano anche due nuovi colori, l'Azzurro Libertà e il Bronzo Magnetico.
All'interno, invece, oltre a dei nuovi rivestimenti, a delle nuove colorazioni per le plastiche (che assumono un colore più scuro) e a un nuovo quadro strumenti, debuttano un nuovo volante, ispirato nella forma a quello del nuovo Doblò, e un nuovo sistema multimediale con schermo da 5'' che sostituisce l'obsoleto Blue&me.
Bisogna ricordare che il sistema multimediale da 5 pollici introdotto con l'aggiornamento del Qubo (e utilizzato anche dalla Punto) non fa parte della famiglia Uconnect già utilizzata da altri modelli della FCA, ma è in realtà prodotto da un'azienda esterna.
Il restyling porta al debutto anche dei nuovi motori: oltre al 1.4 FIRE da 77 CV a benzina e al 1.4 da 70 CV a metano, vengono confermati i motori 1.3 Multijet 80 e 95 CV Euro 6 introdotti nel 2015. Tutta la gamma di motori è, già dal 2015, conforme alle normative Euro 6.
Il facelift è disponibile in Italia dalla metà dell'anno 2016 in tre allestimenti: Easy, Lounge e Trekking, quest'ultimo con estetica dedicata (skid plate anteriori e posteriori metallici, paracolpi e cerchi dedicati) e trazione anteriore intelligente Traction+. L'allestimento Easy è più povero dell'allestimento Lounge.

### Allestimenti

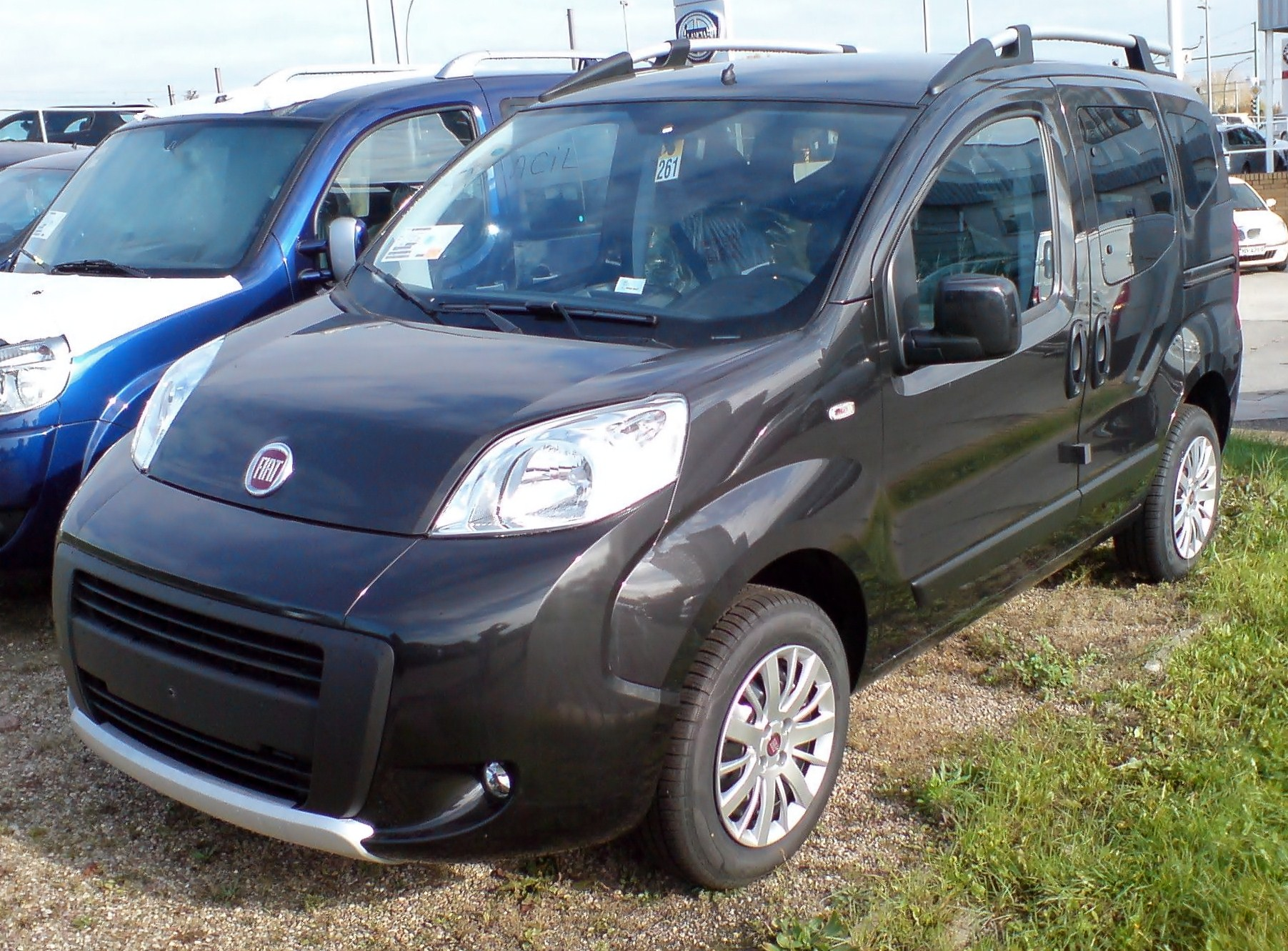
Un Qubo Trekking pre-restyling

Gli allestimenti disponibili per il piccolo multispazio italiano dal debutto al 2016 sono:
- Active;
- Dynamic;
- MyLife con navigatore integrato e tecnologia Blue&Me™;
- Trekking (con sistema Traction+).

Tutti questi allestimenti vengono sostituiti, con il restyling del 2016, dai livelli di allestimento Easy, Lounge e Trekking, nomi in linea con quelli della recente nomenclatura di allestimenti FIAT. Dal 2016, in Italia, tutti gli allestimenti integrano la radio e il clima manuale di serie.

## Motorizzazioni

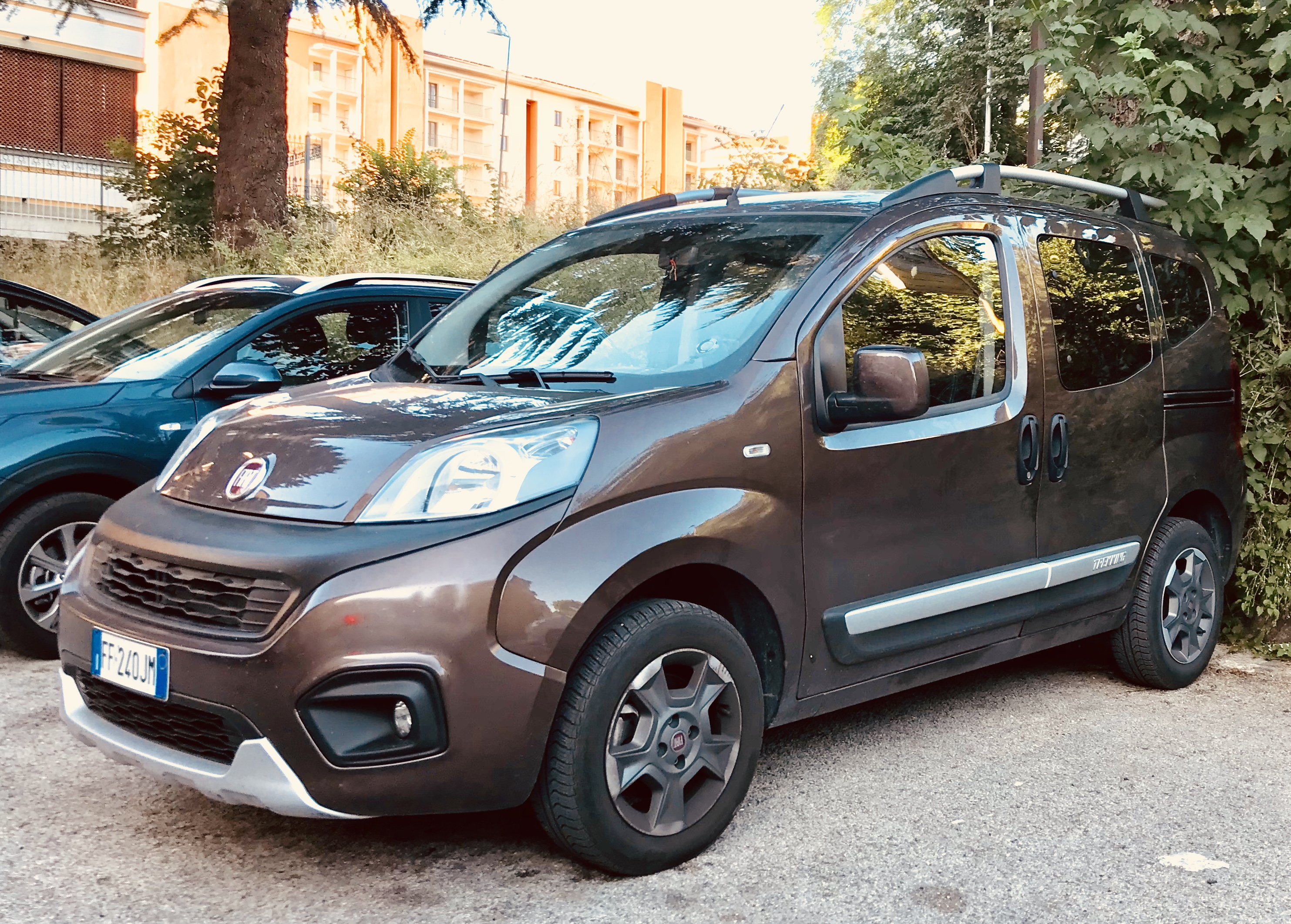
Un Qubo Trekking post-restyling

I motori disponibili sono il 1.4 8V a benzina del gruppo PSA da 73 cavalli e il 1.3 Multijet diesel Fiat nelle versioni da 75 e 95 cavalli, a cui si aggiunge la versione Natural Power alimentata a benzina e a metano.Dal mese di dicembre 2010, il motore a benzina PSA non è più disponibile non essendo in conformità con le Norme Europee "Euro". Rimangono solo i motori Fiat benzina e diesel su tutti i modelli dei tre marchi. Al posto del 1.4 PSA viene introdotto il 1.4 FIRE da 77 CV. Ad oggi anche i motori Multijet sono stati cambiati e sono ora i 1.3 da 80 e 95 CV, che hanno sostituito, nel 2015, data l'entrata in vigore delle normative europee Euro 6, i precedenti 1.3 Multijet 75 e 95 CV. Invariato il 1.4 Fire Natural Power a metano.
| Modello                   | Motore                                   | Cilindrata cm³ | Potenza             | Emissioni CO2 (g/Km) | 0–100 km/h (secondi) | Velocità max (Km/h) | Consumo medio (Km/l) |
| 1.4 8V                    | 4 cilindri in linea, PSA Benzina         | 1.360          | 54 kW (73 CV)       | 152                  | 16,2                 | 155                 | 14,3                 |
| 1.4 FIRE 8V               | 4 cilindri in linea, Fiat Benzina        | 1.368          | 57 kW (77 CV)       | 161                  | 14,7                 | 155                 | 14.5                 |
| 1.4 FIRE 8V Natural Power | 4 cilindri in linea, Fiat Benzina-Metano | 1.368          | 56-51 kW (77-69 CV) | 119                  | 17,5                 | 150                 | 23,3                 |
| 1.3 Multijet 16V          | 4 cilindri in linea, Fiat Diesel         | 1.248          | 55 kW (75 CV)       | 119                  | 13,9                 | 155                 | 22,2                 |
| 1.3 Multijet 16V Dualogic | 4 cilindri in linea, Fiat Diesel         | 1.248          | 55 kW (75 CV)       | 117                  | 13,8                 | 155                 | 22,2                 |
| 1.3 Multijet 16V          | 4 cilindri in linea, Fiat Diesel         | 1.248          | 70 kW (95 CV)       | 113                  | 12,2                 | 170                 | 22,2                 |

1. ↑  Motore benzina PSA abbandonato nel dicembre 2010 perché non omologabile Euro 5.
2. ↑  Km/kg